# الفرقة الجبلية الأولى (الفيرماخت)
الفرقة الجبلية الأولى (بالألمانية: 1. Gebirgs Division)‏ فرقة جبيرجس) كان تشكيلًا نخبويًا للفيرماخت الألماني خلال الحرب العالمية الثانية، ويتذكر تورطه في العديد من جرائم الحرب واسعة النطاق. تم إنشاؤه في 9 أبريل 1938 في غارميش بارتنكيرشن من اللواء الجبلي (بالألمانية: Gebirgs Brigade)‏ الذي تشكل في 1 يونيو 1935. تتكون الفرقة بشكل رئيسي من البافاريين وبعض النمساويين.  

## بولندا وفرنسا
خاضت فرقة الجبال الأولى معارك اثناء غزو بولندا كجزء من مجموعة الجيوش الجنوبية وتميزت أثناء القتال في منطقة الكاربات وLwów .  

## الجبهة الشرقية والبلقان

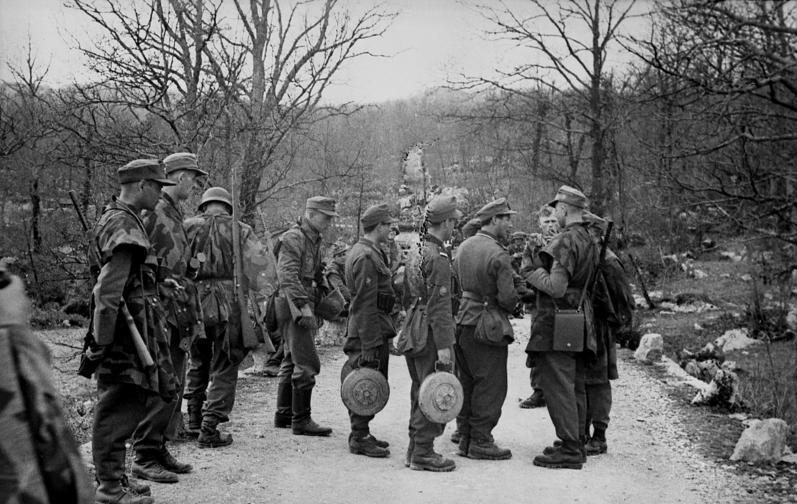
جنود الفرقة خلال عملية مناهضة للمقاومة في يوغسلافيا، 1943-1944

شاركت الفرقة الجبلية الأولى في عملية بربروسا (غزو الاتحاد السوفياتي). في 30 يونيو استولت الفرقة على لفيف. اكتشف الألمان هناك عدة آلاف من جثث السجناء الذين تم إعدامهم من قبل المفوضية الشعبية للشؤون الداخلية، حيث لم يكن بالإمكان إخلائهم.
واصلت الفرقة الجبلية الأول تقدمها نحو الاتحاد السوفيتي، وشاركت في اختراق خط ستالين والتقدم إلى نهري دنيبر وميوس. [بحاجة لمصدر] في مايو 1942، قاتلت الفرقة في معركة خاركوف الثانية ثم شاركت في الهجوم عبر جنوب روسيا وإلى القوقاز (عملية <i id="mwQA">إديلويس</i>).
في خطوة دعائية رمزية، أرسلت الفرقة مفرزة لرفع العلم الألماني على جبل إلبروس في 21 أغسطس. على الرغم من أن غوبلز قد نشر هذا الإنجاز على نطاق واسع، إلا أن هتلر كان غاضبًا مما أسماه «متسلقي الجبال المجانين»، واستمر غضبه لساعات.  بعد حملة القوقاز، تم نشر الفرقة في يوغوسلافيا، حيث شاركت في الهجوم المعادي للمفاومة المسمى Case Black، وفي وقت لاحق اليونان حيث شاركت في العمليات المعادية للبارتيزان. في نوفمبر 1943، عادت الفرقة إلى يوغوسلافيا، حيث شاركت في عمليات Kugelblitz و Schneesturm و Waldrausch. في مارس 1944، انخرطت الفرقة في عملية مارغريت (الاحتلال الألماني للمجر). بعد عملية Rübezahl في يوغوسلافيا في أغسطس 1944، شاركت في قتال دفاعي ضد الجيش الأحمر في هجوم بلغراد، وعانى خسائر فادحة. خلال العملية، قُتل قائد الفرقة، الجنرال ستيتنر، في المعركة في 17 أكتوبر على جبل أفالا بالقرب من بلغراد. في أواخر نوفمبر، تم نقله في بارانيا، إلى أكثر نقاط الدفاع الألماني تعرضًا للخطر. [بحاجة لمصدر]

## القادة
- General der Gebirgstruppen Ludwig Kübler (1 سبتمبر 1939 - 25 أكتوبر 1940)
- General der Gebirgstruppen Hubert Lanz (25 أكتوبر 1940 - 17 ديز 1942)
- Generalleutnant Walter Stettner Ritter von Grabenhofen (17 ديسمبر 1942 - 18 أكتوبر 1944)
- اللواء الرائد أغسطس ويتمان (19. أكتوبر 1944 - ديسمبر 1944)
- Generalleutnant جوزيف كوبلر (27 ديسمبر 1944 - 10 مارس 1945)
- Generalleutnant August Wittmann (17 مارس 1945 - 8 مايو 1945)

## الحواشي
1. ↑  Heer et al. (2000), p. 163
2. ↑  Speer، Albert (1970). Inside the Third Reich. London: Weidenfeld & Nicolson. ص. 332. ISBN:978-1-8421-2735-3.